# Maksim Ópalev
Maksim Ópalev   (Volgograd, 4 d'abril de 1979) Maksim Aleksàndrovitx Ópalev, és un piragüista rus, guanyador de tres medalles olímpiques.

## Biografia
Va néixer a la ciutat de Volgograd, capital de l'óblast de Volgograd, població situada en aquells moments a la Unió Soviètica i que avui en dia forma part de Rússia.
Carrera esportiva
Gran especialista en distàncies curtes, va participar als 21 anys en els Jocs Olímpics d'Estiu de 2000 realitzats a Sydney (Austràlia), on va aconseguir guanyar la medalla de plata en la prova de C-1 500 metres i va finalitzar sisè en la prova de C-1 1000 metres. En els Jocs Olímpics d'Estiu de 2004 realitzats a Atenes (Grècia) va aconseguir la medalla de bronze en la prova de C-1 500 metres, just per darrere del piragüista espanyol David Cal. En els Jocs Olímpics d'Estiu de 2008 realitzats a Pequín (Xina) va aconseguir guanyar la medalla d'or en aquesta última prova, just per davant de David Cal.
Al llarg de la seva carrera ha guanyat vint medalles en el Campionat del Món de piragüisme: onze medalles d'or, sis medalles de plata i tres medalles de bronze. L'any 2003 va aconseguir guanyar dues medalles més en el Campionat del Món disputat a Gainesville (Geòrgia, Estats Units) en les proves de C-4 200 m. i C-4 500 metres, si bé l'equip rus fou desqualificat i desposseït de les medalles en demostrar-se el dopatge del company d'equip Sergei Ulegin.